# Gliese 876 d
Gliese 876 d est une exoplanète en orbite autour de Gliese 876, une naine rouge située à environ 15,3 années-lumière (4,69 pc) du Soleil, dans la constellation du Verseau. Un système planétaire à quatre corps a été détecté autour de cette étoile par la méthode des vitesses radiales :
| Planète                            | Masse (MJ)      | Demi-grand axe (UA)     | Période orbitale (d) | Excentricité       |
| ---------------------------------- | --------------- | ----------------------- | -------------------- | ------------------ |
|                                    |                 |                         |                      |                    |
| Gliese 876 d                       | 0,021 ± 0,001   | 0,02080665 ± 1,5 × 10-7 | 1,93778 ± 2 × 10-5   | 0,207 ± 0,055      |
| Gliese 876 c                       | 0,7142 ± 0,0039 | 0,12959 ± 2,4 × 10-5    | 30,0881 ± 0,0082     | 0,25591 ± 3 × 10-5 |
| Gliese 876 b                       | 2,2756 ± 0,0045 | 0,208317 ± 2 × 105      | 61,1166 ± 0,0086     | 0,0324 ± 0,0013    |
| Gliese 876 e                       | 0,046 ± 0,005   | 0,3343 ± 0,0013         | 124,26 ± 0,7         | 0,055 ± 0,012      |
|                                    |                 |                         |                      |                    |
| Système planétaire de Gliese 876,. |                 |                         |                      |                    |

Gliese 876 d était l'exoplanète de masse la plus faible connue au moment de sa découverte, hormis les planètes de pulsar formant le système de PSR B1257+12. Sa période orbitale est inférieure à deux jours et le demi-grand axe de son orbite vaut à peine 1/50e d'unité astronomique.
Avec une masse un peu plus de six fois et demie celle de la Terre, elle appartient à la catégorie des super-Terres.

## Découverte
Comme la majorité des planètes extrasolaires connues, Gliese 876 d a été découverte en analysant les changements dans la vitesse radiale de son étoile lesquels résultent de l'influence exercée par la gravité de la planète. Les mesures de vitesse radiale ont été effectuées en observant le décalage Doppler dans les lignes du spectre de l'étoile. À l'époque de sa découverte, son étoile, Gliese 876, était connue pour abriter deux planètes extrasolaires désignées comme Gliese 876 b et Gliese 876 c, selon une résonance orbitale 2:1. Après que ces deux planètes eurent été prises en compte, l'étude de la vitesse radiale montrait encore une autre période, d'environ deux jours, qui put être interprétée comme une planète additionnelle avec une masse d'au moins 5,9 fois celle de la Terre. La planète en question, baptisée Gliese 876 d, fut annoncée en 2005 par une équipe dirigée par Eugenio Rivera.

## Désignation
Gliese 876 d a été sélectionnée par l'Union astronomique internationale (IAU) pour la procédure NameExoWorlds, consultation publique préalable au choix de la désignation définitive de 305 exoplanètes découvertes avant le 31 décembre 2008 et réparties entre 260 systèmes planétaires hébergeant d'une à cinq planètes. La procédure, qui a débuté en juillet 2014, s'achèvera en août 2015, par l'annonce des résultats, lors d'une cérémonie publique, dans le cadre de la XIXe Assemblée générale de l'IAU qui se tiendra à Honolulu (Hawaï).

## Orbite et masse
Gliese 876 d est située sur une orbite dont le demi grand axe est de seulement 0,020 8 UA (3,11 millions de km). À cette distance de l'étoile on pourrait s'attendre à ce que les forces de marées stabilisent l'orbite, toutefois les solutions orbitales des vélocités radiales suggèrent que la valeur de l'excentricité de l'orbite pourrait aller jusqu'à 0.22
Une limitation de la méthode des vitesses radiales utilisée pour détecter Gliese 876 d est que seule la limite inférieure de sa masse peut être obtenue. Dans ce cas, la limite inférieure est de 5,88 fois la masse de la Terre (la planète a une masse d'au moins 5,88 fois celle de la nôtre). La masse réelle dépend de l'inclinaison de l'orbite, qui en général est inconnue. Cependant, en prenant en compte les interactions gravitationnelles avec les  planètes extérieures résonantes et en considérant que le système est coplanaire, l'inclinaison de l'orbite de Gliese 876 d pourrait être de 50° par rapport au plan de la voûte céleste, ce qui donne une masse réelle de 7,5 masses terrestres. 
D'un autre côté, les mesures astrométriques de la planète extérieure Gliese 876 b suggèrent une inclinaison d'environ 84°, ce qui impliquerait une masse réelle à peine plus grande que la limite inférieure.

## Caractéristiques
Du fait que Gliese 876 d a seulement été détectée indirectement par ses effets gravitationnels sur son étoile, les caractéristiques telles que son rayon, sa composition et sa température sont inconnues. Néanmoins, il est probable que la planète souffre de températures élevées dues à la proximité de son étoile. La faible masse de la planète a induit des suggestions selon lesquelles ce pourrait être une planète tellurique. En considérant une densité d'environ 8 g·cm-3 pour tenir compte d'une plus grande compression de la matière sur une planète plus massive que la Terre, une planète tellurique de 7,5 masses terrestres aurait un rayon 73 % plus grand que celui de la Terre. Ce type de planète tellurique massive pourrait être formé  dans la partie interne du système de Gliese 876 à partir de matière poussée vers l'étoile par la migration planétaire des géantes gazeuses vers l'intérieur.
Autre possibilité, la planète pourrait s'être formée plus loin de Gliese 876 et aurait migré vers l'intérieur du système avec les géantes gazeuses. Cela se traduirait par une composition plus riche en substances volatiles telles que l'eau. Dans ce modèle, la planète aurait un océan pressurisé d'eau (sous forme de fluide supercritique) séparé du noyau planétaire en silicate par une couche de glace maintenue gelée par les hautes pressions internes. Une telle planète aurait une atmosphère contenant de la vapeur d'eau et de l'oxygène libre produit par les radiations ultraviolettes qui cassent les molécules d'eau.
Départager ces deux modèles nécessiterait davantage d'informations sur le rayon de la planète et sa composition. Malheureusement, la planète ne semble pas effectuer de transit devant son étoile, ce qui fait que l'obtention de ces informations se situe au-delà de nos capacités d'observation actuelles.